# 埃姆河畔雷克
埃姆河畔雷克（法語：Recques-sur-Hem，法語發音：[ʁɛk syʁ ɛm]）是法国上法蘭西大區加来海峡省的一个市镇，属于圣奥梅尔区。

## 地理
埃姆河畔雷克（50°50'6"N, 2°5'21"E）面积5.41 平方千米，位于法国上法蘭西大區加来海峡省，该省份为法国北部沿海省份，西北濒北海，南至索姆省，东临北部省。
与埃姆河畔雷克接壤的市镇（或旧市镇、城区）包括：波兰科沃、曼克尼约尔莱、诺尔多斯克、祖瓦夫克、聚凯尔克。

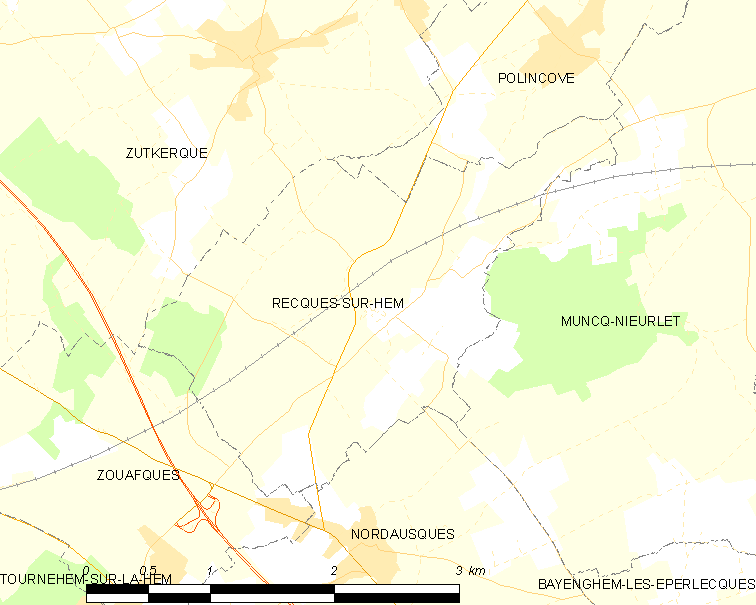
埃姆河畔雷克的OSM定位图

埃姆河畔雷克的时区为UTC+01:00、UTC+02:00（夏令时）。

## 行政
埃姆河畔雷克的邮政编码为62890，INSEE市镇编码为62699。

## 政治
埃姆河畔雷克所属的省级选区为马克县。

## 人口

1962-2008年间埃姆河畔雷克人口变化图示

埃姆河畔雷克于2022年1月1日时的人口数量为671人。